# رائد أنضوني
رائد أنضوني (1967-) هو مخرج ومنتج فلسطيني ومؤسس شركة الإنتاج "دار أفلام" في رام الله و"أفلام زينة" في باريس عام 2008، ولد في مدينة عَمان لأسرة فلسطينية من بلدة بيت ساحور المجاورة لمدينة بيت لحم، ثم عاد هو وعائلته إلى بلدته بعد الأحداث الدرامية التي حدثت في الأردن، وعندما أصبح في عمر العشرين اندلعت الانتفاضة ونال هو وعائلته قسطاً كبيراً من بطش الاحتلال حيث تم اعتقاله هو أخوته وإتلاف تجارة والده.
أبدى رائد أنضوني اهتمامه بالفنون منذ صغره واختار انحيازه الإنساني عبر السينما وتقديم أفلامه بشكل جدي واقعي ليس تقليدي. حيث عمل فيلم "اصطياد الأشباح" عام 2017 وتناول فيه تجربة التعذيب الممنهج بحق الأسرى الفلسطينيين في سجون الاحتلال الإسرائيلي، دون أن يسقط في النمطية التي اعتاد عليها الوعي التقليدي رؤيتها في تناول القضايا الإنسانية الكبرى. كما لم يتناول الأسير كبطل أو كضحية بل تناوله كإنسان واقعي فيه من الضعف والقوة، واعتبر أن تجربة الأسر هي من أعمق التجارب التي تصنع الإنسان ويجد فيها ذاته، فلذلك أصر أن يكون أبطاله أسرى حقيقيون وليس ممثلون يتقمصون شخصية الأسير فقد كانوا جميعاً أسرى محررين خاضوا تجربة الأسر والتحقيق والتعذيب.
عُرض فيلمه الأول في رام الله وكان مرعوباً من رد فعل الجمهور الفلسطيني عليه كون أنه الجمهور المعني بالقضية. حاز أنضوني على جوائز إقليمية وعالمية، كما حاز على جائزة مهرجان برلين للسينما عن فئة الأفلام الوثائقية وتم اختياره لتمثيل السينما الفلسطينية في مهرجان كان السينمائي عام 2019.

## روابط خارجية
- رائد أنضوني على موقع IMDb (الإنجليزية)
- رائد أنضوني على موقع قاعدة بيانات الأفلام العربية
- رائد أنضوني على موقع ألو سيني (الفرنسية)
- رائد أنضوني على موقع قاعدة بيانات الفيلم (الإنجليزية)